# جامير نيلسون
جامير نيلسون (بالإنجليزية: Jameer Nelson)‏ مواليد 9 فبراير 1982، هو لاعب كرة سلة أمريكي يلعب مع فريق دنفر ناغتس في الرابطة الوطنية لكرة السلة ويحمل الرقم 28. يبلغ طوله 6 قدم 0 بوصة (1.8 م).

## فرق لعب لها
- أورلاندو ماجيك
- دالاس مافيريكس
- بوسطن سيلتكس
- دنفر ناغتس

## روابط خارجية
- جامير نيلسون على موقع الاتحاد الدولي لكرة السلة (الإنجليزية)
- جامير نيلسون على موقع إن بي أي (الإنجليزية)
- جامير نيلسون على موقع سبورتس رفرنس (الإنجليزية)
- جامير نيلسون على موقع كرة السلة الأوروبية.كوم (الإنجليزية)
- جامير نيلسون على موقع إي إس بي إن.كوم (الإنجليزية)
- جامير نيلسون على موقع كلية كرة السلة في سبورتس رفرنس.كوم (الإنجليزية)
- جامير نيلسون على موقع ريلجم (الإنجليزية)
- جامير نيلسون على موقع بروبوليرز (الإنجليزية)